# Mesogeia-Maler

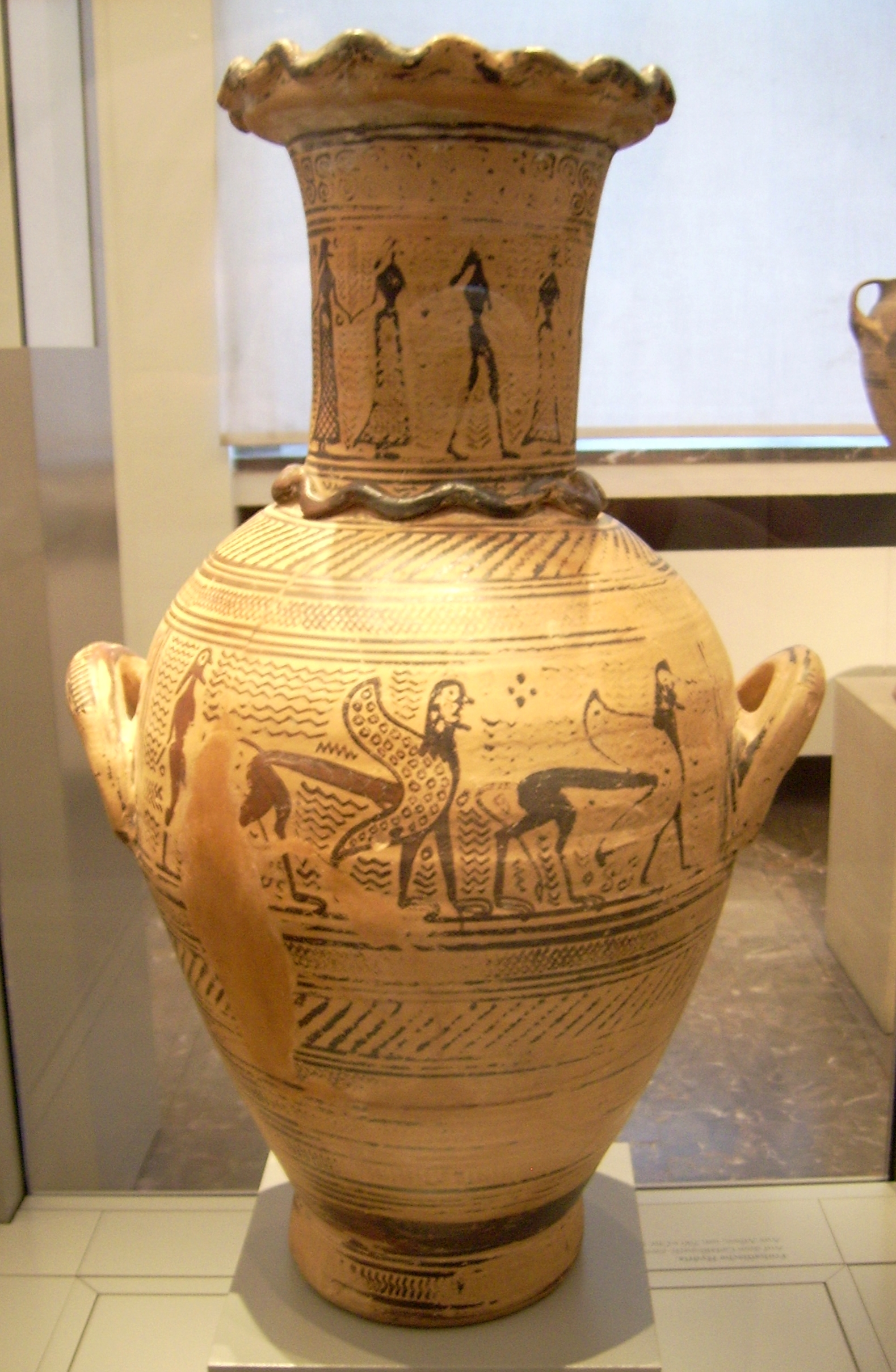
Frühattische Hydria des Mesogaia-Malers; plastische Schlangen an Gefäßlippe, Hals und Henkel, was auf eine Verwendung im Grabkult hinweist; Halsbild zeigt Frauenreigen mit einem Jüngling, Gefäßbauch einen Mann hinter zwei Sphingen; um 700 v. Chr., aus Athen, Antikensammlung Berlin

Der Mesogeia-Maler, auch Mesogaia-Maler, war ein frühprotoattischer Vasenmaler.
Der Mesogeia-Maler erhielt seinen Notnamen nach dem Fundort mehrerer von ihm verzierter Hydrien, die in Mesogeia gefunden wurden. Der frühprotoattische Künstler war möglicherweise ein Schüler des  spätgeometrischenStathatou-Malers und ein Zeitgenosse des Analatos-Malers und wirkte im ersten Viertel des 7. Jahrhunderts v. Chr. Er gilt seinerseits als Lehrer des mittelprotoattischen Polyphem-Malers.